# High Civilization
High Civilization è il diciannovesimo album dei Bee Gees, uscito nel 1991.

## Tracce
1. High Civilization – 5:31
2. Secret Love – 3:42
3. When He's Gone – 5:59
4. Happy Ever After – 6:17
5. Party with No Name – 4:56
6. Ghost Train – 6:04
7. Dimensions – 5:28
8. The Only Love – 5:36
9. Human Sacrifice – 5:42
10. True Confessions – 5:16
11. Evolution – 5:37